# Bryan Huang
Diwei „Bryan“ Huang (* 1985) ist ein professioneller singapurischer Pokerspieler.

## Persönliches
Huang musste Wehrdienst leisten und studierte anschließend Rechnungswesen. Er lebt in Singapur.

## Pokerkarriere
Huang kam während seiner Militärzeit zum Poker und beschäftigte sich vor Abschluss seines Studiums intensiver mit dem Spiel. Er spielt online unter den Nicknames BryanHuang (PokerStars), Brasstal (Full Tilt Poker) und BryanHuangFR (PokerStars.FR). Er hat sich mit Online-Turnierpokermehr als 350.000 US-Dollar erspielt. Huang war bis Ende 2016 Teil des Team PokerStars. Seit 2006 nimmt er an renommierten Live-Turnieren teil.
Anfang September 2008 erreichte Huang beim Main Event der Asia Pacific Poker Tour in Macau den Finaltisch und beendete das Turnier auf dem dritten Platz für ein Preisgeld in Höhe von mehr als 150.000 US-Dollar. Im Juni 2011 war er erstmals bei der World Series of Poker (WSOP) im Rio All-Suite Hotel and Casino am Las Vegas Strip erfolgreich und belegte bei einem Turnier in der Variante Limit Hold’em den 35. Platz für  rund 4000 US-Dollar. Mitte April 2015 kam er beim APPT-Main-Event in Seoul erneut an den Finaltisch und landete auf dem zweiten Platz für rund 90.000 US-Dollar Preisgeld. Bei der WSOP 2015 kam Huang zweimal ins Geld. Im November 2016 belegte er beim Main Event der APPT den sechsten Platz für sein bisher höchstes Preisgeld von umgerechnet 160.000 US-Dollar.
Insgesamt hat sich Huang mit Poker bei Live-Turnieren knapp 1,5 Millionen US-Dollar erspielt und ist damit nach Wayne Yap der zweiterfolgreichste singapurische Pokerspieler. Von April bis November 2016 spielte er als Teil der Hong Kong Stars in der Global Poker League und kam mit seinem Team bis in die Playoffs.